# Revisionsplikt
Revisionsplikt (engelska audit obligation) innebär sammanslutningars och stiftelsers plikt att välja en revisor för att utföra revision enligt revisionslagen .  

## I Finland
Finländska sammanslutningar och stiftelser har en revisionsplikt om det i revisionslagen stadgas så . Enligt Revisionslagen är de sammanslutningar som uppfyller högst en av följande förutsättningar under den avslutande räkenskapsperioden eller den omedelbart föregående perioden, befriad från revisionsplikten:
- Balansomslutningen överstiger 100 000€
- Omsättningen eller motsvarande avkastning överstiger 200 000€
- Antalet anställda i medeltal är mer än 3 personer

Fast en sammanslutning skulle inte vara skyldig att välja en revisor, kan det bestämmas om revision i bolagsordningen, bolagsavtalet eller stadgarna . Det finns dock några undantag från ovannämnda regler. Det vill säga, holdingbolag, stiftelser och bostadsaktiebolag (med åtminstone 30 lägenheter som aktieägarna äger) har alltid en revisionsplikt . Förutom dessa krav kan det finnas krav på revisor enligt branschregler, exempelvis regler för advokataktiebolag och för kommunalt ägda aktiebolag .
Många utfärdare av understöd i Finland, såsom TEKES eller Utrikesministeriet, och vissa aktiebolagslagens situationer kräver olika utlåtanden av revisor oavsett den lagliga befrielsen av revision . 
I vissa fall är företag skyldig att välja en CGR-revisor eller en revisionssammanslutning vars huvudansvariga revisor måste vara CGR-revisor. Den här kraven träder i kraft om under den avslutade räkenskapsperioden uppfyller minst två av följande villkor :
- Balansomslutningen överstiger 25 000 000 euro
- Omsättningen eller motsvarande avkastning överstiger 50 000 000 euro
- Antalet anställda i sammanslutningen eller stiftelsen överstiger i medeltal 300.

När det gäller koncerner tillämpas allt ovan på moderföretaget om koncernen uppfyller minst två av de tre villkoren av revisionsplikt och minst två av de tre villkoren av CGR-revisor. I ett dotterföretag ska minst en av moderföretagets revisorer väljas till revisor. Undantag kan göras endast av grundad anledning .